# Awangarda proletariatu

Komunistyczna Partia Związku Radzieckiego była jedną z partii awangardowych

Awangarda proletariatu – termin politologiczny wywodzący się z marksizmu, a rozpowszechniony przez leninizm, oznaczający partię komunistyczną, zwłaszcza w czasie rewolucji i w krótkim czasie po jej zwycięstwie.

## Charakterystyka pojęcia[5]
Według leninizmu proletariat przemysłowy nie był w stanie uświadomić sobie swojej sytuacji bez odpowiedniego przywództwa. To zadanie miała spełnić partia zawodowych rewolucjonistów, którzy dodatkowo – jako awangarda mas robotniczych – miała ich poprowadzić do rewolucji. Sytuacja po zwycięskiej rewolucji wymagała dalszej ich obecności w procesie budowy społeczeństwa socjalistycznego, by przekształcić się w dyktaturę proletariatu. Tym samym ten etap porewolucyjnych zmian przybierał w pełni zinstytucjonalizowaną formę.

## Krytyka
W ramach krytyki pojęcia wskazuje się na fakt, że awangarda proletariatu oznaczała elitaryzację społeczną: brak powszechnego udziału w życiu politycznym, konsultacji ze społeczeństwem i demokracji w zakładach pracy; cechy te uważane są za kluczowe dla społeczeństwa socjalistycznego. Ponadto dostrzega się jej wpływ na powstanie i rozwój stalinizmu. To w praktyce politycznej oznaczało wprowadzenie rządów autorytarnych, w państwach takich jak ZSRR czy Chiny.